# Carla Ravaioli
Carla Ravaioli, née le 15 janvier 1923 à Rimini et morte le 16 janvier 2014 à Rome, est une journaliste, écrivaine et femme politique italienne féministe.

## Biographie
Diplômée de l'Université de Bologne avec une thèse en histoire de l'art sur Guido Cagnacci, discutée avec Roberto Longhi, elle vit à Milan du début des années 1950 à 1970, date à laquelle elle s'installe à Rome.
Journaliste et essayiste, elle écrit pour de nombreux journaux et magazines dont Il Giorno, L'Europeo, Il Messaggero, La Repubblica, il manifesto, Liberazione, Critica marxista, Papier, Tempi moderni, la Critiqua sociologica, Quaderni Piacentini, Rinascita , Rocca, Aprile et Decrescita et  collabore avec  la RAI.
Dans les années 1960-1970, elle s'implique dans les  débats sur la condition féminine. Pour elle, le féminisme est une question ouverte, insoluble, endogène au fait d'être une femme, dépendante des relations entre vie privée et vie publique. Avant les victoires féministes des années 1970, la société considérait la femme comme un instrument de procréation, dédiée aux besoins de son mari, de son foyer et de ses enfants. L'émancipation des femmes conduit à un vide entre ce qu'elles aimeraient être et la réalité liée à l'héritage culturel.
En 1979, elle est élue sénatrice pour la gauche indépendante. Elle mène diverses activités politiques, notamment sur la condition de la femme, la consommation, l’économie et l'environnement. Elle est une actrice  de la prise de conscience de la surexploitation de la Terre.
Elle s'est impliquée dans l'Association pour le renouveau de la gauche et la création du Parti de la  gauche européenne.
Elle a effectué des enseignements à l'Université de Sassari sur "Le marché du travail féminin" et à Cosenza sur "Le changement social et le problème de l'environnement". Elle a dirigé des séminaires à l'Université d'Ancône, à l'université Bocconi à Milan et  à l'Université de Rome III.

## Ouvrages
- avec Francesco Arcangeli et Cesare Gnudi, Mostra della pittura del '600 a Rimini : Palazzo dell'Arengo, agosto - ottobre 1952, Rimini : Tipografia Garattoni, 1952.
- Perché mia moglie, Milano, Feltrinelli, 1960.
- La donna contro se stessa, Bari, Laterza, 1969; 1977.
- Maschio per obbligo. Oltre il femminismo verso una ridefinizione dei ruoli, Milano, Bompiani, 1973.
- La donna e le sinistre storiche in Italia, Milano, Feltrinelli, 1974.
- La mutazione femminile. Conversazioni con Alberto Moravia sulla donna, Milano, Bompiani, 1975.
- La questione femminile. Intervista col PCI, Milano, Bompiani, 1976, traduit en Allemand Frauenbefreiung und Arbeiterbewegung Feminismus u.d. KPI, Hamburg, VSA, 1977
- Il quanto e il quale. La cultura del mutamento,Roma-Bari, Laterza, 1982.
- Tempo da vendere, tempo da usare. Lavoro produttivo e lavoro riproduttivo nella società microelettronica, Milano, F. Angeli, 1986; 1988.  (ISBN 88-204-2753-2); Roma, Datanews, 1994.  (ISBN 88-7981-079-0).
- avec Enzo Tiezzi Bugie, silenzi e grida. La (dis)informazione ecologica da un'annata di cinque quotidiani, Milano, Garzanti, 1989.  (ISBN 88-11-73996-9).
- Il pianeta degli economisti, ovvero L'economia contro il pianeta, Torino, ISEDI, 1992, traduit en anglais Economists and the environment avec une contribution de Paul Ekins, Londres, Atlantic Highlands : Zed Books, 1995[4].
- La crescita fredda. Occasione storica per la sinistra, Roma, Datanews, 1995.  (ISBN 88-7981-057-X).
- avec Mario Agostinelli Le 35 ore, Roma, Editori Riuniti, 1998.  (ISBN 88-359-4430-9).
- avec Bruno Trentin Processo alla crescita. Ambiente, occupazione, giustizia sociale nel mondo neoliberista, Roma, Editori Riuniti, 2000.  (ISBN 88-359-4855-X).
- Un mondo diverso è necessario, Roma, Editori Riuniti, 2002.  (ISBN 88-359-5295-6).
- Ambiente e pace, una sola rivoluzione. Disarmare l'Europa per salvare il futuro, Milano, Punto Rosso, 2008.  (ISBN 88-8351-099-2).